# Geografia della Somalia

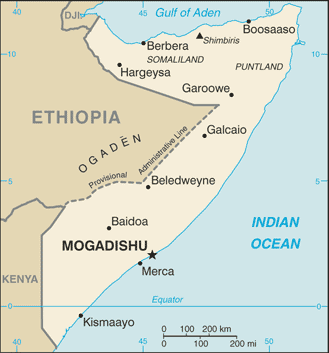
Mappa della Somalia

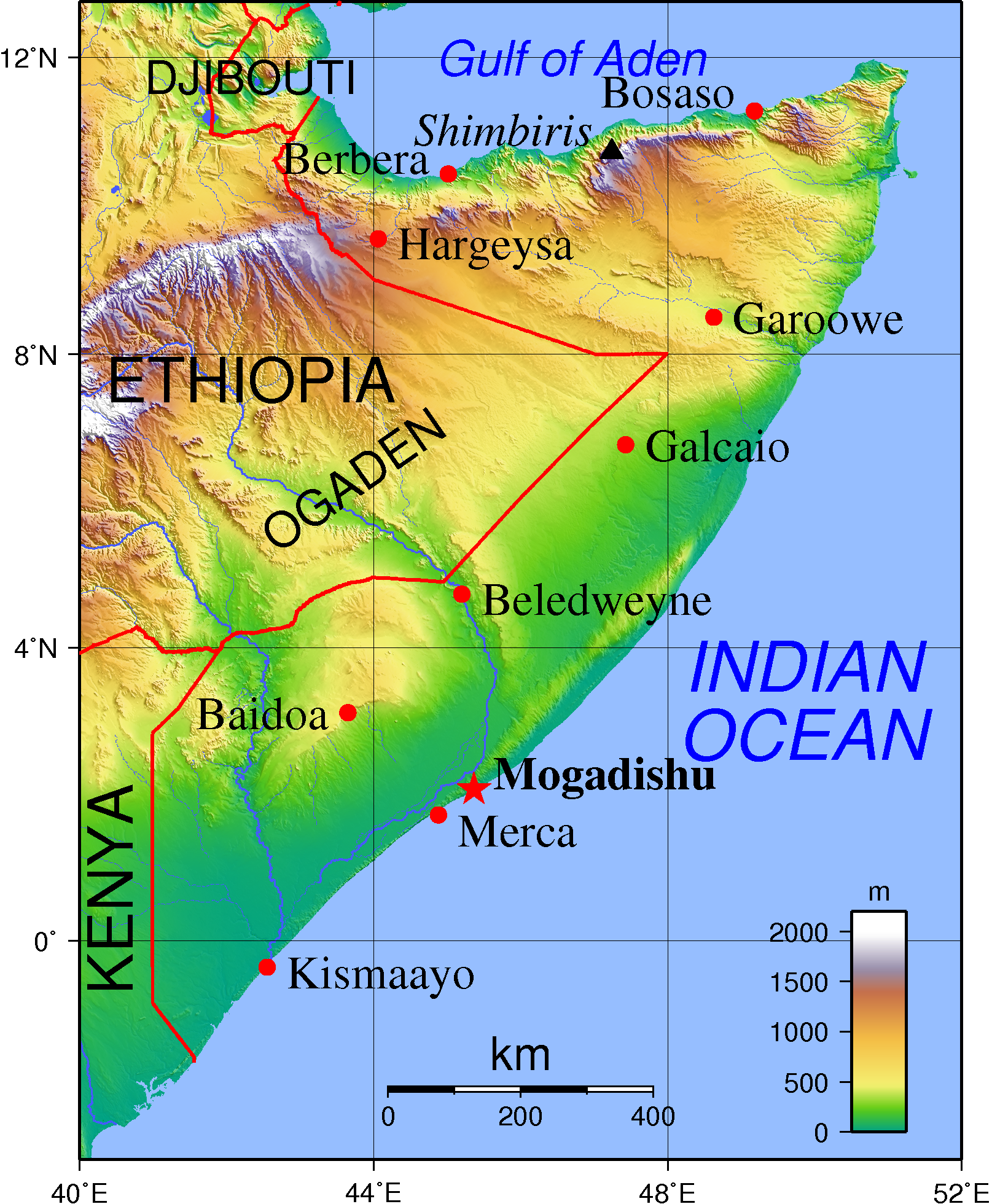
Topografia della Somalia

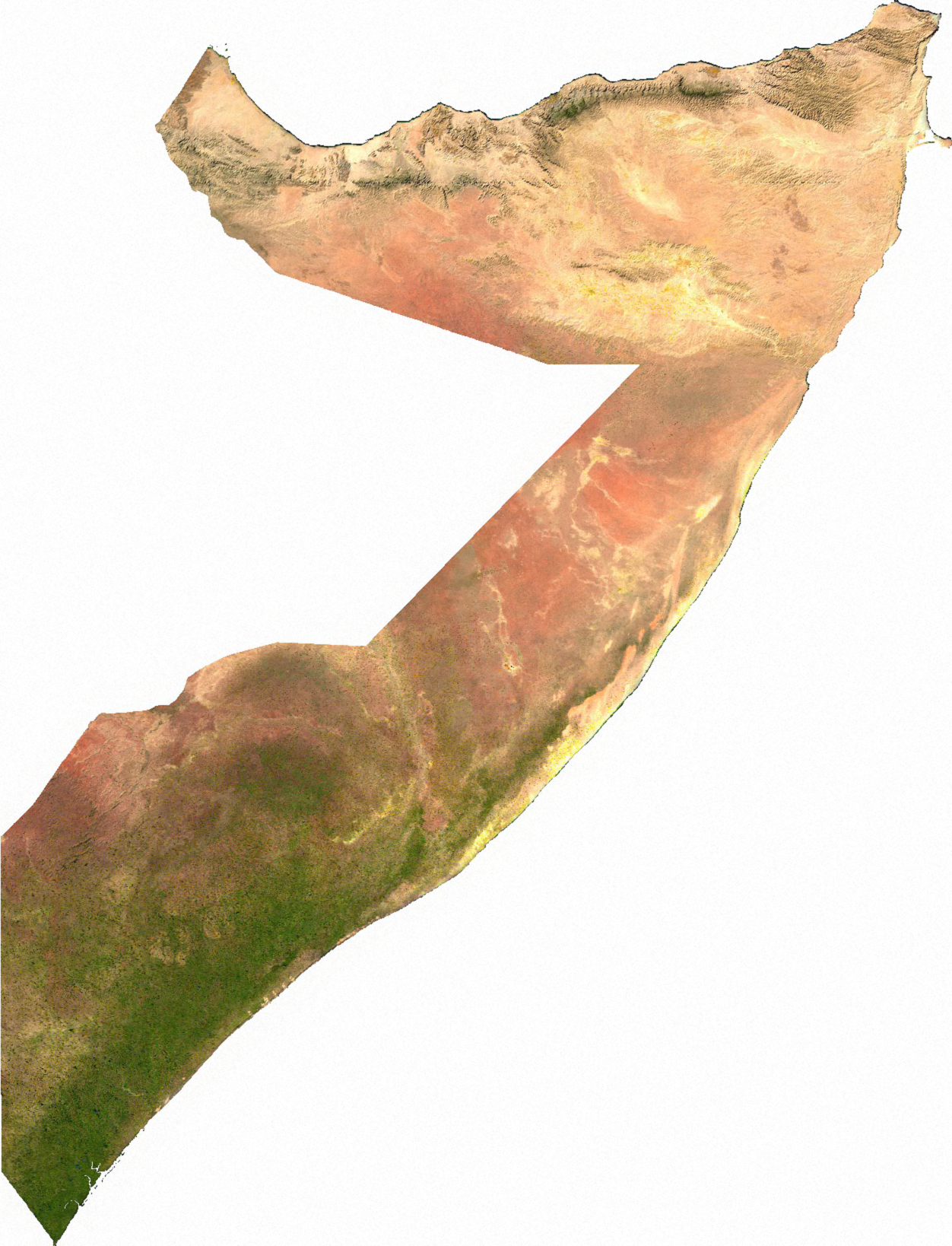
Immagine satellitare della Somalia

La Somalia è un paese dell'Africa orientale e possiede una superficie di 637.540 chilometri quadrati di una regione comunemente indicata come il Corno d'Africa - a causa della sua somiglianza sulla mappa a un corno di rinoceronte - che include anche l'Etiopia, Eritrea e Gibuti.
Morfologicamente la Somalia è costituita principalmente da altopiani e pianure. Nell'estremo nord tuttavia, è presente la catena montuosa del Karkaar che si eleva al di sopra della costa sul Golfo di Aden. Il clima è caldo tutto l'anno, fatta eccezione per alcune regioni più elevate nel nord. Le precipitazioni sono scarse e la maggior parte della Somalia ha un ambiente semiarido o arido, adatto solo per la pastorizia nomade praticata da oltre la metà della popolazione. Solo in aree limitate, in cui le precipitazioni sono comunque moderate, nel nord-ovest, e in particolar modo nel sud-ovest, l'agricoltura è praticata in maniera estensiva. Il sud-ovest è l'area dove si trovano i due principali fiumi del paese: il Giuba e l'Uebi Scebeli.
La Somalia possiede un lungo tratto di coste che si snoda per 3.025 km, ideale ponte africano verso il Medio-Oriente.

## Clima
Il clima è il principale fattore che influenza la vita in Somalia. Per la popolazione nomade, i tempi e la quantità delle precipitazioni sono determinanti nel capire l'adeguatezza del pascolo e le prospettive per una prosperità relativa. Ci sono alcuni riscontri che il clima è diventato più secco nell'ultimo secolo e che l'aumento del numero delle persone e degli animali ha un crescente onere in acqua e per la vegetazione.
Sono riconoscibili quattro stagioni, due delle piogge  e due secche . La piogge nella stagione gu iniziano nel mese di aprile e terminano nel mese di giugno, garantendo lo sviluppo del pascolo e per un breve periodo trasforma il deserto in una sorta di giardino in fiore. Una lussureggiante vegetazione copre la maggior parte dei terreni, in particolare i pascoli sull'altipiano centrale. In questa stagione di relativa prosperità della vita vegetale contribuisce allo svolgersi di numerose funzioni sociali: vengono contrattati i matrimoni, e la stessa età delle persone viene calcolata in base al numero di Gu vissuti. La stagione gu è seguito dalla stagione siccitosa hagaa e hagaa da una seconda stagione delle piogge denominata day. Segue infine la stagione jiilaal considerata la più dura per i pastori e mandrie.
La maggior parte del paese riceve meno di 500 millimetri di pioggia all'anno, e la vasta regione del nord e del nord-est della Somalia non più di 50-150 millimetri. Alcune regioni degli altopiani del nord, tuttavia, registrano più di 500 millimetri di precipitazioni all'anno, così come alcune aree costiere. Il sud-ovest riceve dai 330 ai 500 millimetri annui. In genere le piogge assumono la forma di piogge torrenziali.
Le temperature medie giornaliera massime vanno dai 30 °C ai 40 °C, temperature inferiori si registrano sugli altopiani e lungo la costa dell'Oceano Indiano. Le temperature medie minime variano dai 20 °C ai 30 °C. Le temperature nel sud sono meno estreme.
Nel nord una pianura costiera corre parallelamente lungo il Golfo di Aden a non più di due chilometri a est. È un territorio semi arido, ma quando arrivano le piogge la vegetazione composta di bassi arbusti è rapidamente rinnovata, e consente la crescita di pascolo per gli allevamenti nomadi. 
La stretta pianura costiera del Nord s'innalza rapidamente verso gli altopiani. Questi costituiscono il Karkaar, una massiccia catena montuosa che si estende dal confine nord-est con l'Etiopia alla punta del Corno d'Africa. L'altezza lungo la cresta di queste montagne è sui 1800 metri dal livello del mare a sud della città portuale di Berbera, per raggiungere nella punta più orientale i 2100 metri di Caseyr. Il punto più elevato nel paese viene raggiunto sul Shimber Berris che s'innalza a 2407 metri vicino alla città di Erigavo nel centro della catena. 
Le montagne digradano verso sud divenendo un altipiano privo di corsi d'acqua. Questa regione è conosciuta dai somali con il nome di Ogo. 
A oriente il territorio arido scende gradualmente verso l'Oceano Indiano e verso la Somalia centrale costituisce la pianura Mudug. Qui si trova l'ampia Valle Nugaal, caratterizzata da una vasta rete di corsi d'acqua che si alimentano solo durante la stagione delle piogge. La popolazione è principalmente costituita da pastori nomadi.
Haud è un ampio territorio ondulato importante per il pascolo nomade. Qui alcune depressioni si riempiono durante le stagioni delle piogge divenendo piccoli laghi e stagni. L'Huad si estende per più di sessanta chilometri in territorio etiope. Dopo l'indipendenza del paese nel 1960 divenne oggetto di rivendicazioni somale e fonte di aspre dispute regionali. 
Il sud-ovest della Somalia è dominato dai due grandi fiumi del paese: il Giuba e l'Uebi Scebeli, tra i pochi corsi d'acqua ad avere apporti per tutto il corso dell'anno. Con le loro sorgenti sugli altopiani etiopi, questi fiumi scorrono verso sud, tagliando le ampie vallate e pianure somale prima di buttarsi nel mare. 
Le precipitazioni e le più favorevoli condizioni del suolo rendono l'intera regione fluviale una fertile pianura agricola e il centro dove si condensa la maggior parte della popolazione stanziale della Somalia. La vegetazione qui è prevalentemente quella della savana.
Oltre il corso dei due fiumi si stendono le pianure dell'Oltre Giuba che costituisce la frontiera con il Kenya.

## Dati generali
Superficie:

totale: 637.657 km²

terra: 627.337 km²

acqua: 10.320 km²
Area comparativa: poco più di due volte l'Italia.
Confini terrestri:

totale: 2.366 km

paesi confinanti: Gibuti 58 km, Etiopia 1.626 km, Kenya 682 km.
Linea di costa: 3.025 km
Massime elevazioni:

punto più basso: Oceano Indiano 0 m

punto più alto: Shimbiris 2.416 m
Uso del suolo:

terre coltivate: 2%

pascoli permanenti: 69%

foreste e boschi: 26%

altro: 3% (1993 stima)
Terre irrigue: 1.800 km² (1993 stima)